# الضجام (السدة)

تعديل مصدري - تعديل

الضجام هي إحدى قرى عزلة المرخام بمديرية السدة التابعة لمحافظة إب، بلغ تعداد سكانها 229 نسمة حسب تعداد اليمن لعام 2004.